# Condado de Clayton (Geórgia)
O Condado de Clayton é um dos 159 condados do Estado americano de Geórgia. A sede do condado é Jonesboro, e sua maior cidade é Forest Park. O condado possui uma área de 374 km², uma população de 236 517 habitantes, e uma densidade populacional de 640 hab/km² (segundo o censo nacional de 2000). O condado foi fundado em 30 de novembro de 1858. O condado possui uma alta taxa de crescimento populacional. A população estimada do condado de Clayton em 2004 é de 264 951 habitantes.